# Vrbanj
Vrbanj je manjše naselje na otoku Hvaru, ki upravno spada pod mesto Stari Grad; ta pa spada pod Splitsko-dalmatinsko županijo.

## Zgodovina
Področje, kjer stoji današnji Vrbanj, je bilo poseljeno že v prazgodovini. Na tej lokaciji so najdene rimske izkopanine. V bližini naselja so najdeni prazgodovinski ostanki kamnitih gomil in ruševine romanske cerkvice sv. Vida.
S koncem 14. in v 15. stoletju so se prebivalci ukvarjali z gradnjo plovil, kar je močno vplivalo na ekonomski razvoj kraja. Leta 1475 je Vrbanj dobil prvega župnika, ki je bil obenem tudi prvi župnik na otoku.
V Vrbnju se je v začetku 16. stoletja rodil ljudski voditelj Matija Ivanić. Njemu v čast je posvečen spominski park v središču vasi.

## Geografija
Vrbanj leži v zemljepisnem središču otoka v gričevju ob cesti med Starim Gradom in Jelso, od katere je oddaljen okoli 5 km. Položaj kraja dominira nad celotnim področjem Starigrajskega polja.

## Ime kraja
Ime kraja je slovanskega izvora in prihaja od besede vrba. Pod tem imenom se v starih listinah prvič omenja že leta 1331.

## Prebivalstvo
Edino avtohtono in večinsko prebivalstvo kraja so Hrvati.
| Pregled števila prebivalcev po letih | Pregled števila prebivalcev po letih | Pregled števila prebivalcev po letih | Pregled števila prebivalcev po letih | Pregled števila prebivalcev po letih | Pregled števila prebivalcev po letih | Pregled števila prebivalcev po letih | Pregled števila prebivalcev po letih | Pregled števila prebivalcev po letih | Pregled števila prebivalcev po letih | Pregled števila prebivalcev po letih | Pregled števila prebivalcev po letih | Pregled števila prebivalcev po letih | Pregled števila prebivalcev po letih | Pregled števila prebivalcev po letih |
| ------------------------------------ | ------------------------------------ | ------------------------------------ | ------------------------------------ | ------------------------------------ | ------------------------------------ | ------------------------------------ | ------------------------------------ | ------------------------------------ | ------------------------------------ | ------------------------------------ | ------------------------------------ | ------------------------------------ | ------------------------------------ | ------------------------------------ |
| 1857                                 | 1869                                 | 1880                                 | 1890                                 | 1900                                 | 1910                                 | 1921                                 | 1931                                 | 1948                                 | 1953                                 | 1961                                 | 1971                                 | 1981                                 | 1991                                 | 2001                                 |
| 875                                  | 933                                  | 1024                                 | 1267                                 | 1391                                 | 1243                                 | 1264                                 | 1180                                 | 991                                  | 1006                                 | 966                                  | 786                                  | 661                                  | 595                                  | 489                                  |

## Arheološke lokacije
- prazgodovinsko gradišče Gradina, jugovzhodno od Vrbnja
- prazgodovinske kamnite gomile s cerkvico sv. Vida na lokaciji Hum–Sv. Vid, severozahodno od Vrbnja

## Sakralni objekti
- Kapelica sv. Kuzme in Damjana
- Kapelica sv. Liberate
- Kapelica sv. Mihovila
- Župnijska cerkev sv. Duha

## Ljudje, povezani s krajem
- Matija Ivanić, hrvaški kulturni delavec
- Ljubo Stipišić, hrvaški skladatelj
- Jakov Buratović, hrvaški graditelj telegrafskih linij v Argentini

## Galerija
- Kapelica sv. Mihovila
- Župnijska cerkev sv. Duha